# Johannes Izak Planjer

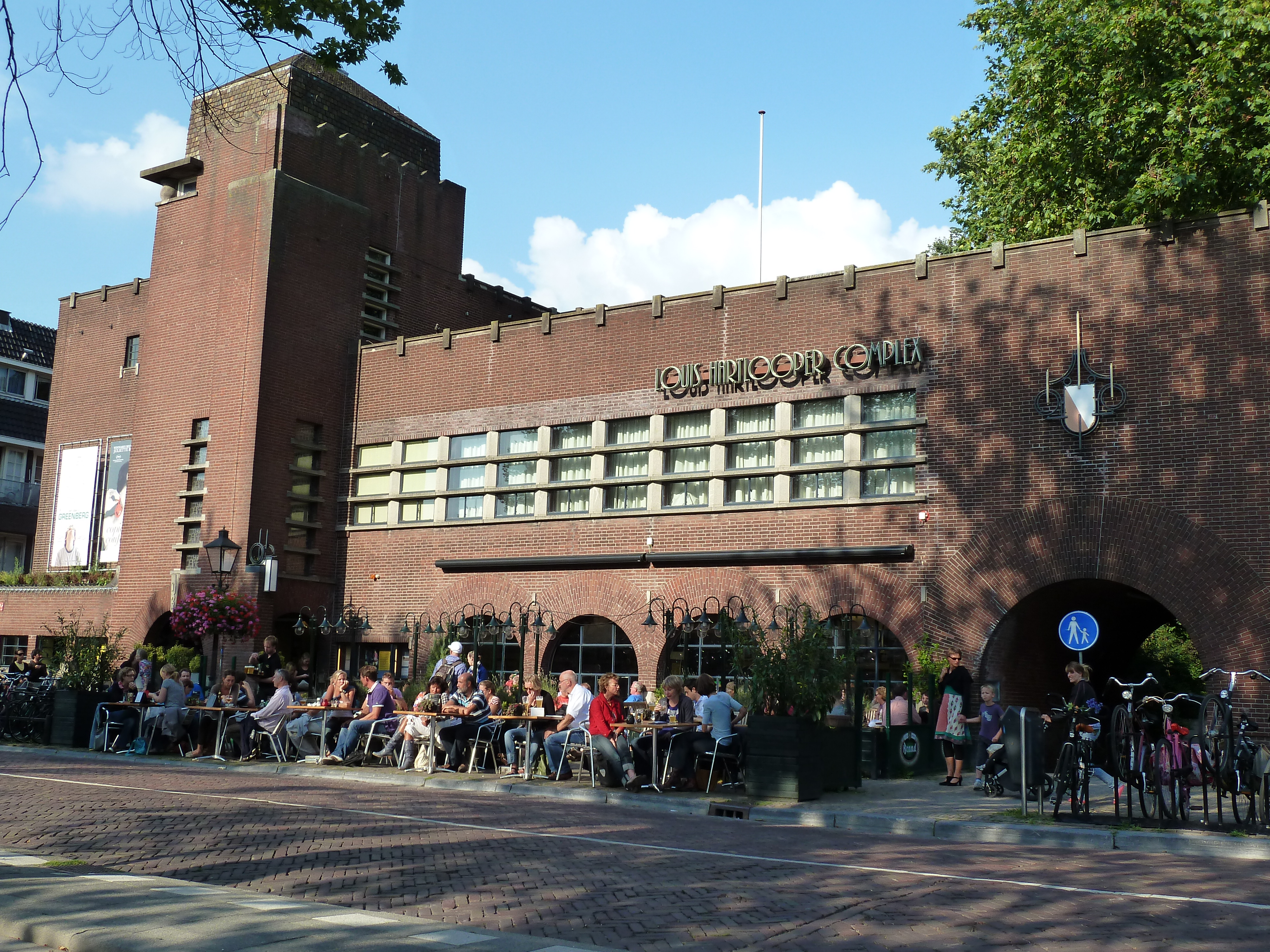
Politiebureau Tolsteeg (1926), heden Louis Hartlooper Complex

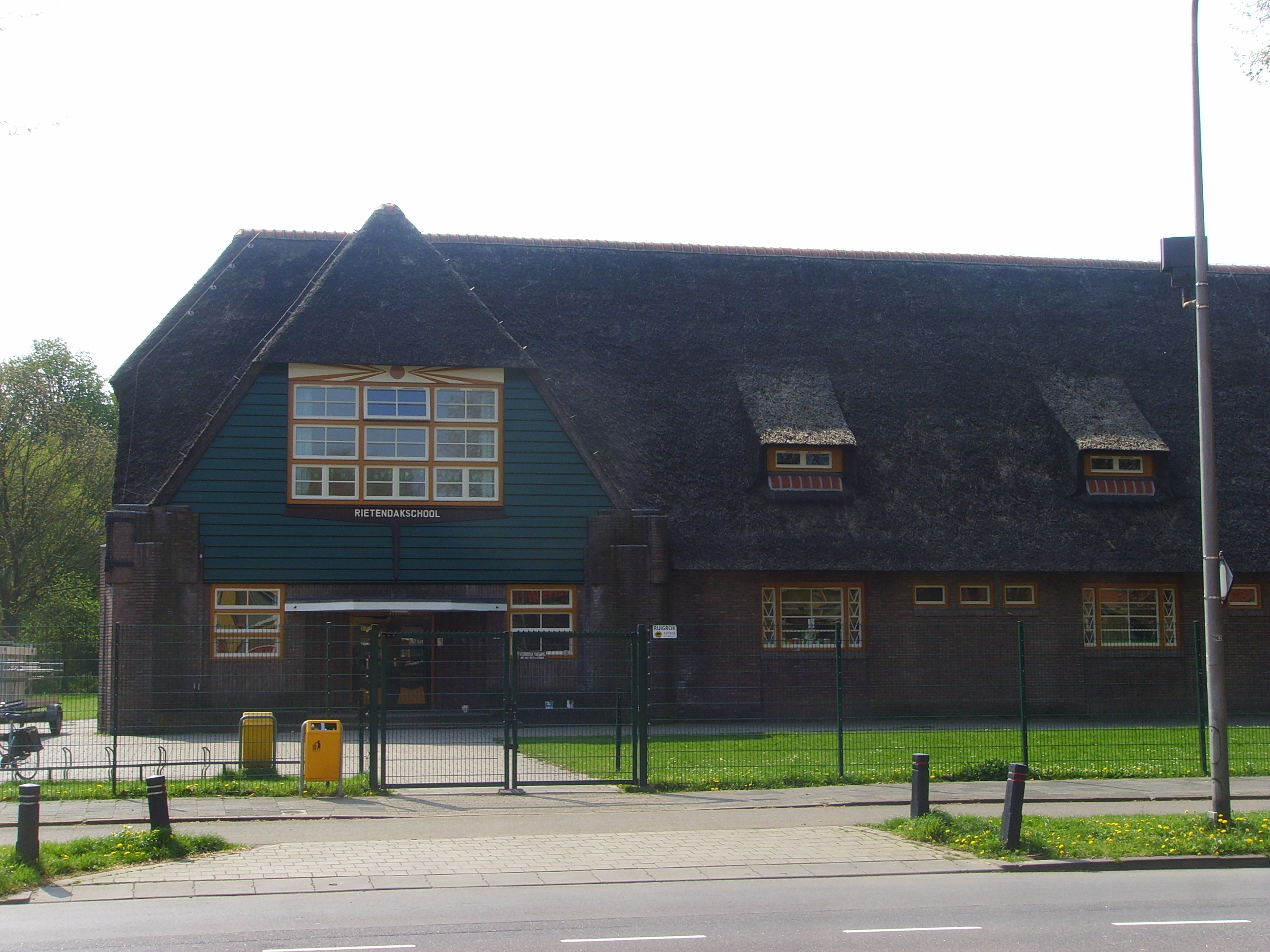
Rietendakschool (1923)

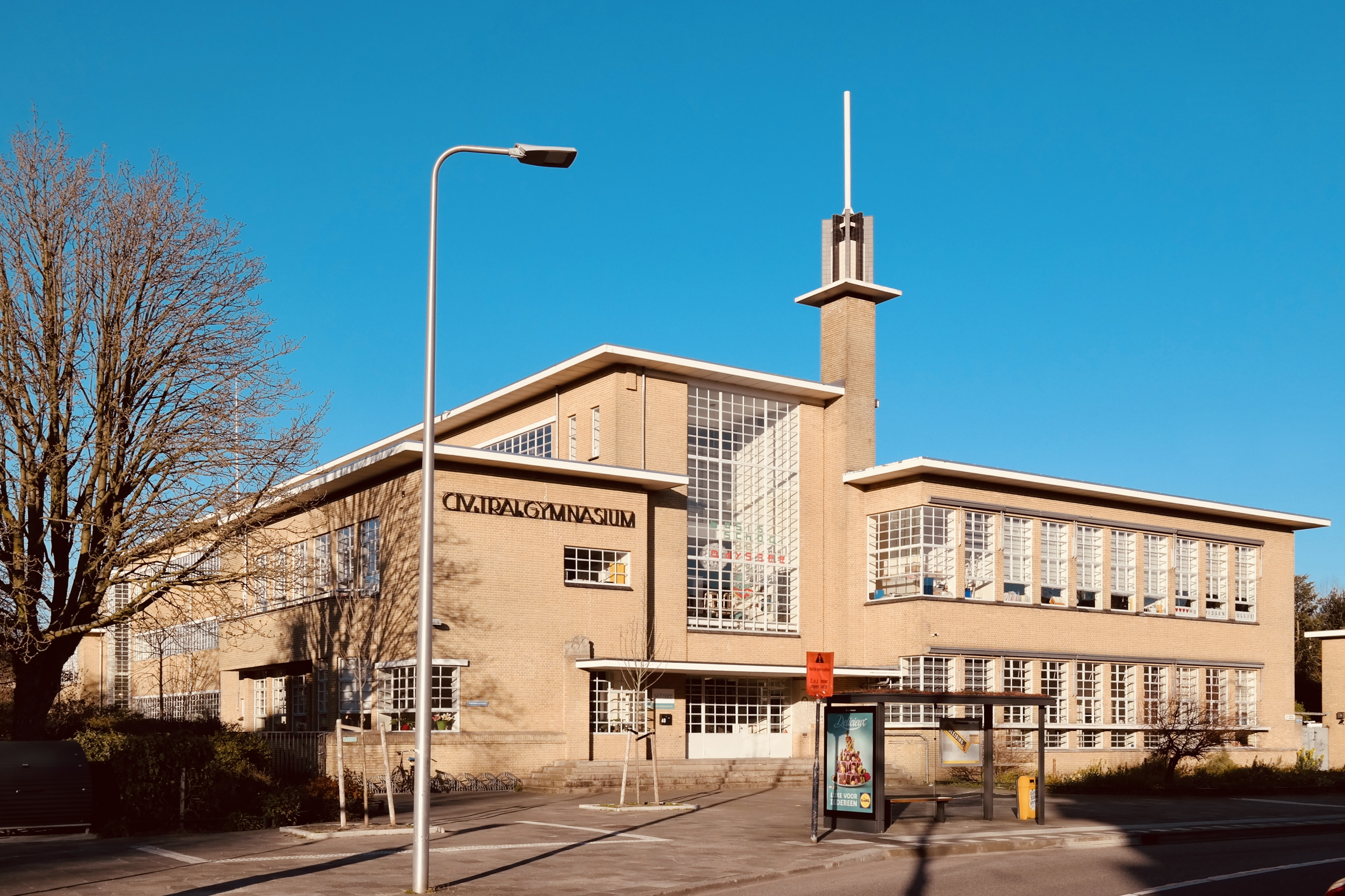
Utrechts Stedelijk Gymnasium (1932), thans Basisschool de Odyssee

Johannes Izak Jan Planjer (Leiden, 7 september 1891 - Utrecht, 5 mei 1966) was een Nederlands architect. Hij was lange tijd stadsarchitect van de Nederlandse stad Utrecht. Zijn werk dateert uit het interbellum en is verwant aan de Amsterdamse School en het nieuwe bouwen. Planjer is het meest bekend als architect van het sterk door Berlage geïnspireerde politiebureau aan de Tolsteegbrug in Utrecht, het huidige Louis Hartlooper Complex.

## Leven en werk
Planjer werd in 1891 geboren als zoon van Hendrik Johannes Planjer en Jacoba Johanna Elizabeth Nieuwenhuizen. Zijn broer Bernhard werd binnenhuisarchitect, Jan zelf werd op 5 mei 1919 werkzaam als tijdelijk architect 1e klasse bij de Dienst Gemeentewerken van de gemeente Utrecht. Al spoedig kwam Planjer in vaste dienst en kreeg hij begin jaren twintig als chef van de afdeling bouwkundige werken de leiding om in Utrecht gemeentelijke gebouwen te ontwerpen. In deze vooroorlogse periode werden door hem bijna alle schoolgebouwen voor het openbaar onderwijs ontworpen. Deze ontwerpen kenmerken zich qua architectuur tot de Amsterdamse School, nieuwe bouwen, nieuwe zakelijkheid en soms de ontwerpen van de architect Willem Dudok.
Geïnspireerd door het principe van de openluchtscholen, hield Planjer rekening met de schoolkinderen Als een van de eerste architecten in Nederland ontwierp hij een school (De "Rietendakschool") in landelijke stijl aan de rand van de stad. Gebouwd in 1923, konden kinderen hier buitenles krijgen in een aangrenzend weiland. In andere schoolontwerpen bracht Planjer onder meer geheel openslaande en lage raampartijen aan. In de vooroorlogse periode ontwierp hij verder in Utrecht onder meer politiebureaus, bruggen en straatmeubilair.
Na de Tweede Wereldoorlog werd Planjer adjunct-directeur Openbare Werken bij de gemeente Utrecht en zijn er geen ontwerpen meer van hem bekend. Op 9 november 1956 ging hij met pensioen en werd daarbij als erkenning voor zijn verdiensten benoemd tot Officier in de Orde van Oranje-Nassau. Op 5 mei 1966 overleed Planjer te Utrecht.
Een aantal van zijn bouwwerken heeft vandaag de dag de status van rijksmonument.

## Lijst van bekende werken in Utrecht
- 1922[6] N.H. Bijzondere School voor Lager Onderwijs, Laan van Nieuw-Guinea
- 1922[7] N.H. Bijzondere School voor Lager Onderwijs, Thorbeckelaan (gesloopt)
- 1923 Openbare Lagere School/ Rietendakschool, Laan van Chartroise
- 1924 circa, Afdelingspost Gemeentereiniging, Groeneweg[8][9]
- 1925 Openbare Lagere School Maasplein, Maasplein (gesloopt)
- 1925 Openbare School voor lager onderwijs, Noordzeestraat
- 1925 circa, Polikliniek Stads- en Academisch Ziekenhuis (AZU), Catharijnesingel (gesloopt)[4]
- 1925 circa, Politiebureau Tolsteeg en toegeschreven de aangrenzende Tolsteegbrug met kademuur en tramhalte
- 1927 Jan Ligthartschool, Marnixlaan
- 1928 Gebouw voor Groenten- en Vruchtenveilingen, Croeselaan ((deels) gesloopt)
- 1929 Openbare Lagere School, Johannes Uitenbogaertstraat (gesloopt)
- 1930 Hoofdbureau van Politie, Paardenveld (gesloopt)
- 1931 vermoedelijk het Gebouw voor de Gemeentelijke Radiodistributie/ Vogelenburcht, Vogelenbuurt
- 1932 Utrechts Stedelijk Gymnasium, Homeruslaan
- 1932 Johan de Wittschool, Beethovenplein
- 1935 verbouwing stadhuis van Utrecht met nieuwe vleugel Burgerzaken, (deels) gesloopt